# Kobalt-60

Schemat rozpadu izotopu ^{60}Co

Kobalt-60 – promieniotwórczy izotop kobaltu, otrzymywany przez aktywację neutronową naturalnego kobaltu zawierającego niemal wyłącznie izotop 59Co.
Jest wykorzystywany jako źródło promieniowania gamma między innymi do napromieniowania komórek nowotworowych, gdyż jednemu rozpadowi towarzyszy emisja dwóch kwantów gamma, a czas połowicznego rozpadu wynoszący 5,3 roku umożliwia uzyskanie dużego natężenia promieniowania z małej próbki przy możliwości pracy urządzenia do kilku lat. Urządzenia do napromieniania zmian nowotworowych z użyciem radioaktywnego kobaltu to bomba kobaltowa i nóż gamma. 
Kobalt-60 ulega rozpadowi β−
6027Co → 6028Ni + e− + νe
Podczas rozpadu tego izotopu uwolnione zostają dwa kwanty gamma o energii 1,17 i 1,33 MeV.
Izotop odgrywa ważną rolę w technice i medycynie. Stosuje się go również w innych dziedzinach, m.in. do sterylizacji żywności.